# Beacon (nadajnik)
Beacon - bezprzewodowe, jednokierunkowe nadajniki sprzętowe o niskim zużyciu energii (LE), które wysyłają sygnał radiowy do pobliskich przenośnych urządzeń elektronicznych, skłaniający do wykonania określonej aktywności. 

## Zasada działania
Beacony to nadajniki o niewielkich rozmiarach (ok. 3 cm x 5 cm x 2 cm). Mogą współpracować z każdym urządzeniem działającym pod systemem operacyjnym Android lub iOS (smartfony, tablety itp.) lub urządzeniem niestandardowym wyposażonym w niskoenergetyczny moduł radiowym Bluetooth®.
Nadajnik, wykorzystując technologię Bluetooth Low Energy (BLE), wysyła sygnały radiowe z niewielkim pakietem danych, które odbierane są przez znajdujące się w pobliżu urządzenia mobilne.
Pakiety danych można wykorzystać do określenia fizycznej lokalizacji urządzenia, śledzenia klientów lub wywołania na urządzeniu akcji opartej na lokalizacji np. zameldowanie w mediach społecznościowych, wykonania akcji w aplikacji, powiadomienie push.

## Protokoły
- iBeacon:Technologia opracowana przez Apple i wprowadzona w połowie 2013 roku Apple. iBeacon przeznaczony do zastosowań komercyjnych, nawigacyjnych i identyfikacyjnych[3].
- AltBeacon: AltBeacon to alternatywa open source dla iBeacon stworzona przez Radius Networks[4].
- URIBeacon (do 2015): URIBeacon standard Google zaprezentowany po raz pierwszy w 2015 roku. Wysłał adres URL, który jest bardzo łatwy do przetworzenia elektronicznie. Kontynuowany do 2018 roku jako Eddystone-URL[5]
- Eddystone-URL (do 2018): Eddystone to standard Google dla beaconów z technologią Bluetooth, następca UriBeacona. Obsługiwany był do 6 grudnia 2018 r.[6]

Wspierał trzy rodzaje pakietów: 
- Eddystone-URL do rozgłaszania adresów URL
- Eddystone-UID do nadawania identyfikatorów beaconów
- Eddystone-TLM do telemetrii beaconów.
- Eddystone-EID dla bezpieczeństwa.

## Zasięg
Maksymalny zasięg beacon na otwartej przestrzeni to 100 m. Rzeczywisty zasięg i czas odpowiedzi zależą od samego nadajnika i jego konfiguracji.

## Zastosowanie
Nadajniki beacon  wykorzystywane są między innymi do: 
- działań marketingowych (np. wysyłania informacji o akcjach i promocjach)
- identyfikacji produktów i konsumentów w sektorze handlowym;
- płatności zbliżeniowych;
- śledzenia zasobów i osób w sektorze transportowym;
- nawigowania w zamkniętych pomieszczeniach, kiedy usługa GPS nie jest dostępna[7][8][9].